# Sausage Rolls for Everyone
Sausage Rolls for Everyone (с англ. — «Сосиска в тесте для каждого») — песня британских блогеров и супружеской пары LadBaby с участием музыкантов Эда Ширана и Элтона Джона, вышедшая в качестве благотворительного сингла 17 декабря 2021 года. «Sausage Rolls for Everyone» это ремикс и комедийная версия песни «Merry Christmas», вышедшей всего за две недели до этого. Эта песня на тему колбасного рулета (сосиска в тесте) издана в качестве благотворительного сингла, доходы от которого пойдут в пользу благотворительной организации The Trussell Trust, которая оказывает экстренную продовольственную помощь бедным и нуждающимся.
Песня дебютировала на первом месте в UK Singles Chart в чарте 24 декабря 2021 года, став 70-м рождественским чарттоппером в истории с момента запуска этого хит-парада в 1952 году. Для LadBaby это их четвёртый подряд рождественский хит номер один, у Ширана его второй (после «Perfect в 2017 году») и для Джона его первый. LadBaby стали вторыми в истории после группы The Beatles, имеющими четыре рождественских чарттоппера, но первыми у кого они шли четыре года подряд, побив рекорд в три подряд рождественских хита номер один, которые были у групп The Beatles и The Spice Girls.

## История
В декабре 2021 года LadBaby объявили о своей заявке на то, чтобы стать первым коллективом в истории, получившим четыре рождественских сингла номер один подряд. Как и в случае с их предыдущими тремя синглами, «We Built This City» (2018), «I Love Sausage Rolls» (2019) и «Don’t Stop Me Eatin'» (2020), все доходы от сингла пойдут в The Trussell Trust. Ранее по три рождественских чарттоппера подряд имели только два исполнителя: The Beatles (1963, 1964, 1965) и Spice Girls (1996, 1997, 1998).
«Sausage Rolls For Everyone» также был выпущен в акустической версии без Ширана и Джона. Эта более медленная версия сопровождалась участием хора The Food Bank Choir и новым видео, записанным в церкви St Margaret’s the Queen Church (так как именно здесь находится Norwood and Brixton Food Bank), при участии Хойлз и Донны Кеннеди, пережившей инсульт и её 12-летнего сын Ронан. Обе версии внесли свой вклад в общий объем продаж сингла равный 136,445 копиям (включая 110,882 цифровых загрузок и 4,898 проданных компакт-дисков CD), хотя в этом случае компания Official Charts Company решила сохранить авторство Ширана и Джона.

## Музыкальное видео
Песня выпущена вместе с веселым, праздничным видео, которое начинается с того, что Марк Хойл тайком приводит Эда Ширана и Элтона Джона в музыкальную студию, мимо ожидающих у дома папарацци, хитро замаскированными под костюмы булочки с сосисками. Все вместе с женой марка Роксанной и их семьёй они поют и танцуют в полном праздничном режиме в окружении множества рождественских реквизитов и булочек с сосисками. Музыканты в атмосфере полной рождественской феерии играют на гитаре и фортепиано, одетые в рождественские джемпера и рождественскиепе шляпы. И при этом жуют булочки с сосисками.

## Чарты
| Чарт (2021)                                 | Высшая позиция |
| ------------------------------------------- | -------------- |
| Австралия (ARIA)                            | 48             |
| Канада (Hot Canadian Digital Songs)         | 3              |
| Европа (Billboard Euro Digital Songs)       | 1              |
| Мир (Billboard Global 200)                  | 48             |
| Венгрия (Single Top 40)                     | 12             |
| Ирландия (IRMA)                             | 41             |
| Нидерланды (Single Tip)                     | 30             |
| Новая Зеландия (RMNZ)                       | 7              |
| Великобритания (UK Singles Chart)           | 1              |
| Великобритания (UK Indie Chart)             | 1              |
| США (Billboard Digital Songs)               | 5              |
| США (Holiday Digital Song Sales, Billboard) | 1              |